# Ceux qui vont mourir te saluent
Pour la locution latine « morituri te salutant », voir Ave César.
Ceux qui vont mourir te saluent est le troisième roman de Fred Vargas, paru en 1994.

## Résumé
Lorsqu'un dessin de Michel-Ange fait une apparition discrète sur le marché, il y a tout lieu de supposer qu'il a été volé. Le plus incroyable, c'est que celui qui est proposé à Henri Valhubert, célèbre expert parisien, provient probablement du Vatican ! Mais qui se risquerait à subtiliser les trésors des archives papales ? 
L'affaire se complique lorsque Valhubert est assassiné à Rome, un soir de fête, au milieu de la foule qui se presse devant le palais Farnèse. Immédiatement, les soupçons se portent sur son fils, qui fait partie d'un curieux triumvirat d'étudiants aux surnoms d'empereurs : Claude, Néron et Tibère. En résidence à Rome depuis plusieurs années, tous trois entretiennent des relations singulières avec la veuve de Valhubert, qui distille un charme envoûtant... 
L'inspecteur Valence part donc enquêter à Rome. 